# Rêves d'amour
À ne pas confondre avec le film Rêve d'amour de Sergio Corbucci
Pour plus de détails, voir Fiche technique et Distribution.
Rêves d'amour est un film français réalisé en 1946 par Christian Stengel, sorti en 1947.

## Fiche technique
- Titre français : Rêves d'amour
- Réalisation : Christian Stengel
- Scénario : René Fauchois
- Décors : Robert Gys
- Costumes : Mayo
- Photographie : Robert Lefebvre
- Montage : Charles Bretoneiche
- Son : Pierre Calvet
- Musique : Franz Liszt
- Lieux de tournage : certaines scènes ont été tournées à la Villa Besnard à Talloires
- Société de production : Pathé Cinéma
- Pays d'origine :  France
- Format : Noir et blanc - 1,37:1 - Mono
- Genre : drame
- Durée : 100 minutes
- Date de sortie : 
  - France - 29 janvier 1947
- Visa d'exploitation : 4824

## Distribution
- Pierre Richard-Willm : Franz Liszt
- Mila Parély : George Sand
- Annie Ducaux : Comtesse Marie d'Agoult
- Louis Seigner : Le comte d'Agoult
- Jules Berry : Belloni
- Daniel Lecourtois : Ronchaud
- Jean d'Yd : Cadolle
- Guy Decomble : Hurau
- Lise Berthier : La mère de Liszt
- Albert Broquin : Un ouvrier chez Érard
- Robert Le Béal : Le major Pictet
- André Varennes : Érard
- Geneviève Morel : La servante
- Roger Vincent : Un invité
- Félix Marten
- Jean-Pierre Mocky